# لاندی (کالیفرنیا)
لاندی (به انگلیسی: Lundy) یک منطقهٔ مسکونی در ایالات متحده آمریکا است که در شهرستان مونو، کالیفرنیا واقع شده‌است. لاندی ۲٬۳۹۵ متر بالاتر از سطح دریا واقع شده‌است.